# Saure Phosphatase
Saure Phosphatasen sind Enzyme der Gruppe der Phosphatasen, deren pH-Optimum im Sauren (4,5–5,5) liegt. Sie kommen in Lysosomen vor und spielen dort vor allem bei der Apoptose eine entscheidende Rolle.
Phosphatasen sind Phosphorsäureester-spaltende Hydrolasen, bei denen je nach pH-Optimum zwischen alkalischen und sauren Phosphatasen unterschieden wird. Diese einfachen, säure- und hitzestabilen Enzyme dephosphorylieren Verbindungen mit hohem Phosphatgruppen-übertragungspotenzial.
Die saure Phosphatase hat ein pH-Optimum von 4 bis 5, sie kommt in den Lysosomen als Leitenzym vor. In diesem Organell liegt der pH-Wert auch in diesem Bereich, während er im Zytoplasma bei etwa 7 bis 7,3 liegt.
Früher wurde die Aktivität der prostataspezifischen sauren Phosphatase im Serum bei Verdacht auf Prostatakarzinom bestimmt. Heute ist sie in dieser Anwendung durch das sensitivere (aber wenig spezifische) PSA (prostataspezifisches Antigen) ersetzt worden.
Mit Hilfe der Enzymhistochemie kann die saure Phosphatase in Präparaten nachgewiesen werden. Als Substrat wird ein Naphthylester verwendet, welcher zu einem Naphthol umgewandelt wird. Gekoppelt mit einem Diazoniumsalz entsteht ein farbiger Diazofarbstoff.